# O Gud, o Gud så from
O Gud, o Gud så from är en gammal psalm av Johann Heermann i åtta verser från 1630. En svensk översättning gjordes 1684 av okänd person. Ytterligare en bearbetning torde ha gjorts vid stavningsreformen 1906.
Psalmen inleds 1695 med orden:
O Gudh, o Gudh så from!
Tu källa af all gåfwor
Af hwilken alt godt kom
Ja alla wåra håfwor
Melodin som används är enligt 1921 års koralbok med 1819 års psalmer ursprungligen publicerad i New Ordentlich Gesangbuch 1648.

## Psalmen finns publicerad som
- Nr 297 i 1695 års psalmbok under rubriken "Böne-Psalmer".
- Nr 207 i 1819 års psalmbok under rubriken "Nådens ordning: Den dagliga förnyelsen under bön, vaksamhet och strid mot andliga fiender".
- Nr 398 i 1937 års psalmbok under rubriken "Trons bevisning i levnaden".